# Mordex
Mordex is een geslacht van uitgestorven temnospondyle Batrachomorpha (basale 'amfibieën') uit het Laat-Carboon van de Tsjechische Republiek.
Er zijn twee benoemde soorten: de typesoort Mordex calliprepes in 1938 benoemd door de Ierse paleontologe Margaret C. Steen op basis van het holotype  R. 2817 en Mordex laticeps in 2014 benoemd met als holotype NMP 470/471. De laatste was een hernoeming van Limnerpeton laticeps en werd in 2018 het aparte geslacht Mattauschia.